# Lijeska
Lijeska (lat. Corylus), biljni rod korisnih grmova i drveća iz porodice brezovki. Pripada mu 17 vrsta, od kojih su u Hrvatskoj najpoznatije i zastupljene sivosmeđa ili obična lijeska (Corylus avellana), drvolika lijeska (Corylus colurna) i lombardijska ili lambertova lijeska. Rastu na humusnim i sunčanim mjestima.
Lijeske su grmovi ili manje drveće čiji je plod zaštićen ljuskavim ovojem, pa otuda i ime roda dolazi po grčkom korys (kaciga). Plod lijeske dozrijeva u kolovozu i rujnu,  jestiv je, ukusan i bogat masnim kiselinama, naziva se lješnjakom.

## Opis
Rod Corylus, također zvan lijeska ima oko 19 vrsta grmlja i drveća u obitelji brezovki (Betulaceae), njegovi jestivi orašasti plodovi su lješnjaci. Biljke su porijeklom iz sjevernog umjerenog pojasa. Nekoliko je vrsta od komercijalne važnosti zbog svojih orašastih plodova, a mnoge su vrijedne živice i ukrasno drveće koje se uzgaja zbog šarenog jesenskog lišća. Ulje lješnjaka (Corylus avellana) koristi se u prehrambenim proizvodima, parfemima i sapunima; stablo daje crvenkasto bijelo meko drvo, korisno za male predmete kao što su drške za alate i štapovi za hodanje.
Lijeske su listopadne; listovi su im naizmjenični, nazubljeni, obrnuto jajasti i dlakavi. Biljke su visoke od 3 do 36 metara (10 do 120 stopa). U kasnu zimu obilje žutih muških mačica i manjih grozdova ženskih cvjetova s crvenim središtem pojavljuje se na istom stablu. Okrugli ili duguljasti smeđi orah, obično dug 1 do 4 cm (0,5 do 1,5 inča), djelomično ili u cijelosti je zatvoren ljuskom. Biljke su duboko ukorijenjena stabla umjereno otporna na sjenu koja najbolje donose plodove u dobro dreniranom tlu i na punom suncu.
Odabrane orašaste plodove daju dva euroazijska stabla, europska lijeska (Corylus avellana) i “golema lijeska”, odnosno “divovska lijeska” (C. maxima), te hibridi ovih vrsta s dva američka grma, američkim lijeskom (C. americana) i “kljunasti lješnjak” (C. cornuta'). Orašasti plodovi proizvedeni od turskog lješnjaka (C. colurna) komercijalno se prodaju kao carigradski orasi.
“Jamajkanski orah” (Omphalea triandra) ima sličan okus, ali je nepovezana biljka iz obitelji Euphorbiaceae.

## Vrste
1. Corylus americana Walter, Američka lijeska
2. Corylus avellana L., obična lijeska, šumska, domaća, europska. 
  1. Kavkaska ili pontska lijeska, C. avellana var. pontica (K.Koch) H.J.P.Winkl., podvrsta je obične lijeske.
3. Corylus balcana P.D.Sell
4. Corylus chinensis Franch., Kineska lijeska
5. Corylus colchica Albov
6. Corylus colurna L., medvjeđa ili turska lijeska
7. Corylus cornuta Marshall, Kanadska lijeska
8. Corylus fargesii (Franch.) C.K.Schneid.
9. Corylus ferox Wall., Himalajska lijeska. 
  1. Tibetanska lijeska, C. ferox var. tibetica (Batalin) Franch., podvrsta je himalajska lijeske
10. Corylus formosana Hayata
11. Corylus heterophylla Fisch. ex Trautv., patuljasta ili sibirska lijeska
12. Corylus jacquemontii Decne.
13. Corylus mandshurica Maxim.
14. Corylus maxima Mill., lombardijska, lambertova ili makedonska lijeska
15. Corylus potaninii Bobrov
16. Corylus sieboldiana Blume, Mandžurijska ili japanska lijeska
17. Corylus wangii Hu
18. Corylus wulingensis Q.X.Liu & C.M.Zhang
19. Corylus yunnanensis (Franch.) A.Camus
20. Corylus ×colurnoides C.K.Schneid.

- Corylus colurna, plod i list
- Corylus colurna
- Corylus jacquemontii, stablo s plodovima
- Corylus heterophylla
- Corylus americana